# Захерер, Фрэнк
Франклин Джеймс "Фрэнк" Захерер (англ. Franklin James „Frank“ Sacherer) (1940−1978) — американский физик-теоретик, специалист в области физики ускорителей, а также скалолаз.

## Биография
Родился в Сан-Франциско 22 марта 1940 года. Получил степень бакалавра в Калифорнийском университете в 1962 году. В дальнейшем обучался в Калифорнийском университете в Беркли, где защитил диссертацию в 1968 году под руководством Ллойда Смита. Скалолазанием начал заниматься с 1960 года в Йосемитской долине, и это стало значительной частью его жизни. Им было пройдено множество сложных трасс, один из маршрутов, "Sacherer Cracker" на горе Эль-Капитан, носит его имя. В 1965 году женился на Дженис Мэри Бэйкер. В 1969 году супруги переехали в Европу, поначалу проживая в фургоне Фольксваген, путешествуя по Германии, Австрии, Югославии и Греции. В октябре 1969 года Фрэнк устроился на работу в ЦЕРН. В 1971 году развёлся. В 1978 году трагически погиб на альпийском массиве Гранд-Жорас вместе с напарником Джозефом Вейсом из-за внезапного шторма.

## Научная деятельность
Работы Захерера посвящены эффектам пространственного заряда в пучках заряженных частиц, коллективным эффектам и методам подавления когерентных неустойчивостей в интенсивных пучках, а также теории стохастического охлаждения. Принимал участие в проектировании кольца SPS в режиме протон-антипротонных столкновений.

## Публикации
- Frank James Sacherer. Transverse Space-Charge Effects in Circular Accelerators. — UC, Berkley, 1968.
- F.J. Sacherer. Rms envelope equations with space charge // IEEE Trans.Nucl.Sci.. — 1971. — Т. 18, вып. 3. — С. 1105-1107. — doi:10.1109/TNS.1971.4326293.
- F.J. Sacherer. A longitudinal stability criterion for bunched beams // IEEE Trans.Nucl.Sci.. — 1973. — Т. 20, вып. 3. — С. 825-829. — doi:10.1109/TNS.1973.4327254.
- F.J. Sacherer. Bunch Lengthening and Microwave Instability // IEEE Trans.Nucl.Sci.. — Т. 24, вып. 3. — С. 1393-1395. — doi:10.1109/TNS.1977.4328955.
- F. Sacherer. Stochastic Cooling Theory // Proc. Workshop on Producing High Luminosity High Energy Proton-Antiproton Collisions. — Berkeley, CA, USA, 1978. — С. 93-97.
- G. Nassibian, F. Sacherer. Methods for measuring transverse coupling impedances in circular accelerators // Nuclear Instruments and Methods. — 1979. — Т. 159, вып. 1. — С. 21-27. — doi:10.1016/0029-554X(79)90323-9.

## Память
В честь Захерера Ускорительная группа Европейского физического общества учредило премию имени Фрэнка Захерера для учёных, получивших выдающиеся результаты в области физики ускорителей на начальном этапе карьеры.